# You Know I Know (album)
You Know I Know è il sesto album in studio del cantautore britannico Olly Murs, pubblicato il 9 novembre 2018 dalle etichette discografiche RCA e Sony.

## Antefatti
Il 6 agosto 2018 il presidente di RCA Records David Dollimore ha confermato in un'intervista con Music Week che il sesto album di Murs arriverà nell'ultimo trimestre dell'anno. Il 26 settembre dello stesso anno, Murs annuncia sul suo account Twitter che il 28 settembre sarà pubblicato il singolo Moves feat. Snoop Dogg, il 28 settembre pubblica il video lyric su YouTube. Il 3 ottobre sul suo account Twitter ha annunciato il nome del sesto album You Know I Know (che è stato pubblicato il 9 novembre), la copertina e le date del tour che inizierà dal 1º maggio 2019 e terminerà il 9 giugno dello stesso anno con la partecipazione del gruppo musicale Rak-Su. L'album (il primo ad essere pubblicato anche su vinile) è composto da due CD, You Know (una selezione di brani di maggior successo di Murs), mentre I Know (composto da 14 nuove tracce). Il 28 settembre 2018 è stato pubblicato il singolo Moves feat. Snoop Dogg (scritto anche da Ed Sheeran), inoltre il brano è presente nel film Johnny English colpisce ancora. Il 16 novembre, ad una settimana dalla pubblicazione dell'album, You Know I Know raggiunge il secondo posto della UK Albums Chart, il 10 ottobre 2018 ha annunciato che rifarà il coach in The Voice UK ed il 16 ottobre pubblica su IGTV di Instagram il video musicale del singolo Moves feat. Snoop Dogg in cui compare anche Rowan Atkinson e il giorno seguente viene pubblicato su YouTube. Il 26 ottobre 2018 pubblica il brano Take Your Love, il 2 novembre Mark On My Heart ed il 4 dicembre annuncia il singolo Excuses e pubblica il video lyric su YouTube. Il 22 marzo 2019, esce il singolo Feel the Same.

## Scrittura e registrazione
Murs ha lavorato con i produttori e i cantautori Steve Mac, Steve Robson e Wayne Hector per la realizzazione dell'album. Oltre a lavorare con Snoop Dogg nel brano Moves, con Shaggy nel brano You Know I Know e Nile Rodgers ha contribuito suonando la chitarra nei brani Feel the Same e Love Me Again.

## Tracce

### Disco 1(I Know)
1. Moves (feat. Snoop Dogg) – 2:45
2. Go Hard – 3:08
3. Love Me Again – 2:50
4. Excuses – 4:06
5. You Know I Know (feat. Shaggy) – 3:07
6. Feel the Same – 3:11
7. Somebody New – 2:46
8. Mark On My Heart – 2:49
9. Take Your Love – 3:33
10. Maria – 3:18
11. Talking to Myself – 2:34
12. Younger – 3:08
13. Love You Better – 3:41
14. Footsteps – 3:41

Durata totale: 44:37

### Disco 2 (You Know)
1. Dance with Me Tonight – 3:23
2. Troublemaker (feat. Flo Rida) – 3:05
3. Up (feat. Demi Lovato) – 3:44
4. Heart Skips a Beat (feat. Rizzle Kicks) – 3:23
5. Dear Darlin' – 3:26
6. Wrapped Up (feat. Travie McCoy) – 3:05
7. You Don't Know Love – 3:19
8. Kiss Me – 3:19
9. Please Don't Let Me Go – 3:24
10. Thinking of Me – 3:26
11. Unpredictable (feat. Louisa Johnson) – 3:19
12. Grow Up – 3:45
13. Busy – 3:00
14. Right Place Right Time – 3:13

Durata totale: 46:51

## Classifiche
| Classifica (2018)                     | Picco posizione |
| ------------------------------------- | --------------- |
| Germania (Offizielle Top 100)         | 75              |
| Irlanda (IRMA)                        | 10              |
| Scozia (Official Charts Company)      | 2               |
| Svizzera (Schweizer Hitparade)        | 56              |
| Regno Unito (Official Charts Company) | 2               |